# Mistrzostwa Świata w Kolarstwie Torowym 1954
51. Mistrzostwa Świata w Kolarstwie Torowym odbyły się w dniach 27–29 sierpnia 1954 w zachodnioniemieckiej Kolonii. Rozegrano pięć konkurencji: sprint zawodowców i amatorów, wyścig na dochodzenie zawodowców i amatorów oraz wyścig ze startu zatrzymanego zawodowców.

## Medaliści

### Mężczyźni
| Konkurencja                                   | Złoto              | Srebro           | Brąz           |
| --------------------------------------------- | ------------------ | ---------------- | -------------- |
| Sprint indywidualny amatorów                  | Cyril Peacock      | John Tresidder   | Roger Gaignard |
| Wyścig indywidualny na dochodzenie amatorów   | Leandro Faggin     | Peter Brotherton | Norman Sheil   |
| Sprint indywidualny zawodowców                | Reg Harris         | Arie van Vliet   | Enzo Sacchi    |
| Wyścig indywidualny na dochodzenie zawodowców | Guido Messina      | Hugo Koblet      | Lucien Gillen  |
| Wyścig ze startu zatrzymanego zawodowców      | Adolph Verschueren | Jan Pronk        | Joe Bunker     |

## Klasyfikacja medalowa
| Miejsce | Państwo         |   |   |   | Razem |
| ------- | --------------- | - | - | - | ----- |
| 1.      | Wielka Brytania | 2 | 1 | 2 | 5     |
| 2.      | Włochy          | 2 | 0 | 1 | 3     |
| 3.      | Belgia          | 1 | 0 | 0 | 1     |
| 4.      | Holandia        | 0 | 2 | 0 | 2     |
| 5.      | Australia       | 0 | 1 | 0 | 1     |
|         | Szwajcaria      | 0 | 1 | 0 | 1     |
| 7.      | Francja         | 0 | 0 | 1 | 1     |
|         | Luksemburg      | 0 | 0 | 1 | 1     |